# Kemonomichi
Kemonomichi (けものみち), également romanisé en Kemono Michi, est une série de manga écrite par Natsume Akatsuki et dessinée par le duo Mattakumo-suke et Yumeuta. L'histoire suit le quotidien du catcheur professionnel Genzō Shibata à la suite de son invocation dans un autre monde afin d'y devenir le héros en combattant le Roi Démon et sa horde de bêtes magiques mais il a refusé d'endosser ce rôle et est parti ouvrir sa propre animalerie dont il a toujours rêvé. Le manga est actuellement prépubliée dans le magazine Monthly Shōnen Ace de Kadokawa depuis novembre 2016.
Une adaptation en une série télévisée d'animation par le studio ENGI est diffusée pour la première fois au Japon entre le 2 octobre et le 18 décembre 2019,.

## Intrigue
Le catcheur professionnel et amoureux des bêtes, Genzō Shibata, dit « Furry Mask », est soudainement invoqué dans un autre monde avant le début d'un de ses combats. La princesse qui l'a invoqué lui demande de se débarrasser des bêtes magiques pour atteindre le Roi Démon et ainsi le défaire ; mais en entendant qu'il doit éliminer des créatures, Genzō s'énerve et exécute une German suplex sur la princesse…
Après avoir sauvé une femme-louve mendiante, nommée Shigure, de ses dettes en ville et économisé de l'argent en tant que chasseur de bêtes magiques, il a ouvert une animalerie baptisée « Kemonomichi » (けものみち). Cependant, comme il n'y a pas de notion de domestication de bêtes dans ce nouveau monde, le magasin est longtemps resté dans le rouge car Genzō ne voulait pas se séparer des nombreuses bêtes qu'il a accueillies. Ils vont par la suite faire connaissance de la gourmande fille-dragon, Hanako, et de sa servante vampire, Camilla.

## Personnages

### Le Kemonomichi
Genzō Shibata (柴田源蔵, Shibata Genzō)
Voix japonaise : Katsuyuki Konishi,
Personnage principal de la série. Il est un amoureux des bêtes, sans distinction de leur sexe ou de leur race. Dans son monde d'origine, il était un célèbre catcheur professionnel connu sous son nom de scène « Furry Mask » (ケモナーマスク, Kemonāmasuku) et portait un masque d'animal. Il est soudainement invoqué comme un héros dans un autre monde avant le début d'un de ses combats. Il a créé sa propre animalerie avec Shigure, le « Kemonomichi » (けものみち). Il est connu par les chasseurs de bêtes magiques de ce nouveau monde comme étant le « Tombeur des bêtes » (魔獣殺し, Majū goroshi), bien qu'il n'en a jamais tué et déteste être appelé ainsi.
Shigure (シグレ)
Voix japonaise : Akira Sekine (ja),
Une jeune femme-louve qui est une expertise-comptable qualifiée possédant un certain talent pour les affaires, cela lui permet de maintenir le Kemonomichi. Elle a longuement vécu dans la pauvreté, ce qui l'a rendu avide d'argent et de nourriture.
Hanako (花子)
Voix japonaise : Yuki Yagi (ja),
De son vrai nom Lindablair Fáfnir Guildmelag (ファフニール・ギルドメラグ・リンダブレア, Fafunīru Girudomeragu Rindaburea), elle est une descendante d'une grande lignée de dragons proche du seigneur démon mais elle préfère cacher son identité en se faisant passer pour une simple demi-dragon. Elle est une gloutonne et est capable de manger n'importe quoi même si elle a une préférence pour la viande. Elle est embauchée par Genzō et ce dernier qu'il lui a donné son nom actuel.
Carmilla (カーミラ, Kāmira)
Voix japonaise : Arisa Sakuraba (ja),
De son nom complet Carmilla Wanstein (ヴァンシュタイン・カーミラ, Vanshutain Kāmira), elle est une vampire servant Hanako. Elle est idiote, et comme elle n'a pas de kemonomimi ou de queue, Genzō se comporte froidement envers cette dernière.
Hiroyuki (ひろゆき)
Voix japonaise : Rie Suegara (ja),
Un petit bâtard qui est invoqué dans l'autre monde avec Genzō. Sa petite et mignonne silhouette étant rare dans ce monde, il permet de contribuer au Kemonomichi en vendant des magazines et des photos à son effigie.
Sieg (ジーク, Jīku)
Un homme-fourmi silencieux réalisant toutes ses tâches dans le calme. Même s'il apparaît de nombreuses fois, il n'y a aucune information sur lui car les personnages ne font pas mention de ce dernier dans tout l'œuvre.

### La clique d'Edgar
Edgar (エドガー, Edogā)
Voix japonaise : Taketora (ja),
Un prêteur d'argent.
Misha (ミーシャ, Mīsha)
Voix japonaise : Hana Tamegai (ja),
Une jeune femme-chatte travaillant pour Edgar. Elle éprouve du respect pour Wolfgang dont elle l'appelle « Aniki » (兄貴, « Grand-frère »).
Wolfgang von Kraftman (ヴォルフガング・フォン・クラフトマン, Vorufugangu fon Kurafutoman)
Voix japonaise : Kenichirō Matsuda,
Un homme-loup travaillant pour Edgar. Il est surnommé « Bon-chan » (ボンちゃん).

### Autres
Altena Edgardo Latis (エドガルド・ラティス・アルテナ, Edogarudo Ratisu Arutena)
Voix japonaise : Rie Suegara (ja)
Princesse du royaume d'Edgardo (エドガルド王国, Edogarudo ōkoku). Elle a invoqué Genzō pour devenir le héros de son monde, mais à cause de sa demande de vaincre les bêtes, ce dernier exécute une German suplex sur elle et expose ses fesses devant de nombreuses personnes. Depuis lors, elle est appelée dans son dos « la prinfesse » (尻姫様, Shiri hime-sama) dans le château.
Roi Orc (オークキング, Ōku Kingu)
Voix japonaise : Daisuke Ono
Le chef d'un village orc dont les habitants ont pour habitude de menacer et d'attaquer des humains. Une fois que son groupe a reçu la quête de mettre fin au problème par la guilde, Genzo atteint le village et le défie dans un match de lutte. Malgré sa défaite, l'ogre accepte de considérer Genzo comme un combattant honorable et digne de confiance, au point de lui promettre de maintenir ses hommes loin des terres humaines.
Macadamia Ogre (マカデミアンオーガ, Makademian Ōga)
Voix japonaise : Tetsu Inada,
Personnage original de la série d'animation. Il est un catcheur professionnel sous le nom de scène « MAO » dont il est considéré comme un ennemi de longue date de Furry Mask.

## Productions et supports

### Manga
Kemonomichi (けものみち) est écrit par Natsume Akatsuki et dessiné par le duo Mattakumo-suke et Yumeuta. La série est officiellement lancée dans le numéro de janvier 2017 du magazine de prépublication de shōnen manga Monthly Shōnen Ace, sorti le 26 novembre 2016. Les chapitres sont rassemblés et édités dans le format tankōbon par Kadokawa avec le premier volume publié en août 2016 ; la série compte à ce jour quatorze volumes tankōbon.

#### Liste des volumes
| no | Japonais          | Japonais          |
| no | Date de sortie    | ISBN              |
| -- | ----------------- | ----------------- |
| 1  | 25 avril 2017     | 978-4-04-105543-4 |
| 2  | 26 octobre 2017   | 978-4-04-105549-6 |
| 3  | 24 juillet 2018   | 978-4-04-107051-2 |
| 4  | 26 janvier 2019   | 978-4-04-107904-1 |
| 5  | 25 septembre 2019 | 978-4-04-108231-7 |
| 6  | 26 novembre 2019  | 978-4-04-108853-1 |
| 7  | 26 juin 2020      | 978-4-04-109634-5 |
| 8  | 26 février 2021   | 978-4-04-110933-5 |
| 9  | 25 septembre 2021 | 978-4-04-111836-8 |
| 10 | 26 mai 2022       | 978-4-04-112477-2 |
| 11 | 26 décembre 2022  | 978-4-04-113267-8 |
| 12 | 25 novembre 2023  | 978-4-04-113916-5 |
| 13 | 25 juillet 2024   | 978-4-04-114945-4 |
| 14 | 25 octobre 2024   | 978-4-04-115308-6 |

### Anime
Une adaptation en une série télévisée d'animation a été révélée par Kadokawa en janvier 2019. Elle est par la suite intitulée Hataage! Kemonomichi (旗揚！けものみち). Celle-ci est réalisée par Kazuya Miura au sein du studio d'animation ENGI avec des scripts de Tōko Machida et des character designs fournis par Tomoka Nōmi,. La série est diffusée pour la première fois au Japon entre le 2 octobre et le 18 décembre 2019 sur AT-X et AbemaTV (ja), et un peu plus tard sur Tokyo MX, KBS, SUN, BS11 et TVA,. La série est composée de 12 épisodes répartis dans trois coffrets Blu-ray/DVD.
Wakanim détient les droits de diffusion en simulcast de la série dans les pays francophones sous le titre Kemono Michi: Rise Up ; mais également dans les pays nordiques et dans les pays russophones,. Funimation la diffuse en Amérique du Nord. En Asie du Sud-Est, la diffusion en simulcast est assurée par Aniplus Asia.
Lors de la première vidéo promotionnel de la série produite en live-action, le catcheur Harashima de la DDT Pro-Wrestling y participe en interprétant Furry Mask.
La chanson de l'opening de la série, intitulée Fight! Kemona Mask (闘魂！ ケモナーマスク, Faito! Kemonāmasuku), est interprétée par NoB avec Furry Mask (Katsuyuki Konishi), tandis que celle de l'ending, intitulée Anecdote (アネクドット, Anekudotto), est écrite, composée et chanté par Momosumomosu,.

#### Liste des épisodes
| No | Titre français                          | Titre japonais        | Titre japonais                 | Date de 1re diffusion |
| No | Titre français                          | Kanji                 | Rōmaji                         | Date de 1re diffusion |
| -- | --------------------------------------- | --------------------- | ------------------------------ | --------------------- |
| 1  | Catcheur et invocation                  | レスラー×召喚         | Resurā to shōkan               | 2 octobre 2019        |
| 2  | Quête et extermination                  | クェスト×魔獣殺し     | Kuesuto to Majū goroshi        | 9 octobre 2019        |
| 3  | La Fugueuse et sa poursuivante          | 家出少女×襲撃者       | Iede shōjo to shūgeki-sha      | 16 octobre 2019       |
| 4  | Montres et job                          | 魔獣×バイト           | Majū to Baito                  | 23 octobre 2019       |
| 5  | Furry Mask et Mao le démon              | ケモナーマスク×MAO    | Kemonāmasuku to MAO            | 30 octobre 2019       |
| 6  | Le Rebut et sa maîtresse                | ポンコツ×ご主人様     | Ponkotsu to goshujinsama       | 6 novembre 2019       |
| 7  | La Première Apprentie et le Casse-pieds | 初弟子×めんどくさい人 | Hatsu deshi to mendokusai hito | 13 novembre 2019      |
| 8  | Furry et show-business                  | ケモナー×興行         | Kemonā to kōgyō                | 20 novembre 2019      |
| 9  | Princesse et culotte                    | プリンセス×パンツ     | Purinsesu to Pantsu            | 27 novembre 2019      |
| 10 | Argent et lien                          | 金×絆                 | Kane to kizuna                 | 4 décembre 2019       |
| 11 | Fierté et loyauté                       | 誇り×忠誠             | Hokori to chūsei               | 11 décembre 2019      |
| 12 | Héros contre seigneur démon             | 勇者×魔王             | Yūsha to maō                   | 18 décembre 2019      |

### Sources
1. 1 2 3  (en) Karen Ressler, « Kemonomichi Manga by Konosuba's Akatsuki Gets Anime : Animal-loving wrestler is sent to another world in manga illustrated by Baka & Test's Mattaku, Yumeuta », sur Anime News Network, 18 janvier 2019 (consulté le 1er juillet 2019)
2. 1 2  (ja) « アニメ「けものみち」DDTとタイアップ！レスラーが花束で殴り、犬を抱く実写PV », sur natalie.mu,‎ 30 juin 2019 (consulté le 1er juillet 2019)
3. 1 2  (ja) « 「このすば！」暁なつめ×「バカテス」モー助・夢唄の新連載がエースで開始 », sur natalie.mu,‎ 27 novembre 2016 (consulté le 1er juillet 2019)
4. 1 2  (en) « Kemonomichi Wrestling Isekai Anime Premieres on October 2 : Jennifer Sherman », sur Anime News Network, 4 septembre 2019 (consulté le 4 septembre 2019)
5. 1 2  (ja) « 放送・配信情報が決定！ », sur Site officiel,‎ 4 septembre 2019 (consulté le 4 septembre 2019)
6. 1 2 3 4 5 6 7 8 9 10 11 12  (ja) « STAFF & CAST », sur Site officiel (consulté le 26 juillet 2019)
7. 1 2  (en) Rafael Antonio Pineda, « Kemonomichi Anime Reveals Cast, Staff, Title, October TV Debut : Katsuyuki Konishi, Tetsu Inada star in anime », sur Anime News Network, 26 juin 2019 (consulté le 1er juillet 2019)
8. 1 2 3  (en) Rafael Antonio Pineda, « Kemonomichi Anime's Video Reveals More Cast : Arisa Sakuraba, Yuki Yagi, Akira Sekine join October 2 anime », sur Anime News Network, 25 juillet 2019 (consulté le 26 juillet 2019)
9. 1 2 3 4  (en) « 「けものみち」に末柄里恵ほか追加キャスト4名、AT-Xで先行無料放送も », sur natalie.mu,‎ 11 septembre 2019 (consulté le 11 septembre 2019)
10. ↑  (ja) « このすばアクア様絶賛、暁なつめ原作で異世界ケモナー描く「けものみち」1巻 », sur natalie.mu,‎ 26 avril 2017 (consulté le 1er juillet 2019)
11. ↑  (ja) « 【10月25日付】本日発売の単行本リスト », sur natalie.mu,‎ 25 octobre 2024 (consulté le 25 octobre 2024)
12. ↑  (ja) « 「けものみち」メインビジュ公開、追加キャストに関根明良・八木侑紀・櫻庭有紗 », sur natalie.mu,‎ 26 juillet 2019 (consulté le 26 juillet 2019)
13. ↑  (ja) « ケモナーマスク役に小西克幸　「旗揚！けものみち」アニメ化決定、AbemaTV他にて放送予定 », sur abematimes.com,‎ 26 juin 2019 (consulté le 1er juillet 2019)
14. ↑  (ja) « BD&DVD : 旗揚！ けものみち　第3巻 », sur Site officiel (consulté le 3 octobre 2019)
15. ↑  ameheut, « DÉCOUVREZ NOTRE CATALOGUE D'AUTOMNE ! », sur Wakanim, 2 octobre 2019 (consulté le 2 octobre 2019)
16. ↑  (en) « Kemono Michi: Rise Up », sur Wakanim (consulté le 3 octobre 2019)
17. ↑  (ru) « Kemono Michi: Rise Up », sur Wakanim (consulté le 3 octobre 2019)
18. ↑  (en) Crystalyn Hodgkins, « Funimation Adds 7 More Anime to Fall 2019 Simulcast Lineup : Site to stream Kabukicho, Special 7, Cautious Hero, Stand My Heroes, Kemono Michi, Africa Salaryman, Granblue Fantasy », sur Anime News Network, 29 septembre 2019 (consulté le 3 octobre 2019)
19. ↑  (en) Rafael Antonio Pineda, « Aniplus Asia Premieres Kemono Michi: Rise Up Anime on Sunday : Anime based on manga by Konosuba author premieres in Japan on Wednesday », sur Anime News Network, 2 octobre 2019 (consulté le 2 octobre 2019)
20. ↑  (en) Rafael Antonio Pineda, « Kemonomichi Wrestling Isekai Anime's Promo Video Previews Animation : No B, Katsuyuki Konishi perform opening song; Momosumomosu performs ending song for October anime », sur Anime News Network, 8 août 2019 (consulté le 9 août 2019)
21. ↑  (ja) « MUSIC », sur Site officiel, 8 août 2019 (consulté le 9 août 2019)

### Œuvres
Édition japonaise
1. 1 2  (ja) « けものみち　（１） », sur Kadokawa (consulté le 1er juillet 2019)
2. 1 2  (ja) « けものみち　（２） », sur Kadokawa (consulté le 1er juillet 2019)
3. 1 2  (ja) « けものみち　（３） », sur Kadokawa (consulté le 1er juillet 2019)
4. 1 2  (ja) « けものみち　（４） », sur Kadokawa (consulté le 1er juillet 2019)
5. 1 2  (ja) « けものみち　（５） », sur Kadokawa (consulté le 29 août 2019)
6. 1 2  (ja) « けものみち　（６） », sur Kadokawa (consulté le 30 octobre 2019)
7. 1 2  (ja) « けものみち　（７） », sur Kadokawa (consulté le 19 juin 2020)
8. 1 2  (ja) « けものみち　（８） », sur Kadokawa (consulté le 5 mars 2021)
9. 1 2  (ja) « けものみち　（９） », sur Kadokawa (consulté le 16 septembre 2023)
10. 1 2  (ja) « けものみち　（１０） », sur Kadokawa (consulté le 16 septembre 2023)
11. 1 2  (ja) « けものみち　（１１） », sur Kadokawa (consulté le 16 septembre 2023)
12. 1 2  (ja) « けものみち　（１２） », sur Kadokawa (consulté le 15 mars 2024)
13. 1 2  (ja) « けものみち　（１３） », sur Kadokawa (consulté le 23 septembre 2024)
14. 1 2  (ja) « けものみち　（１４） », sur Kadokawa (consulté le 23 septembre 2024)